# Sebastian Domagała
Sebastian Domagała (ur. 3 czerwca 1973 r. w Krakowie) – polski aktor filmowy i teatralny; absolwent krakowskiej PWST.

## Filmografia
- 2008−2011: Klan − 2 role: Jan Krawczyk, znajomy Piotra Rafalskiego; policjant Maciej Kryszko
- 1998: Syzyfowe prace − Daleszowski
- 2000: Syzyfowe prace − Daleszowski
- 2000−2001: Adam i Ewa − Jacek Adamus
- 2001: Przeprowadzki − boy w hotelu "Bristol" (odc. 8)
- 2002−2010: Plebania − aspirant Waldemar Marczuk (odc. 183 i 463); Roman (odc. 1562, 1563 i 1572)
- 2003: Show − chłopak Agnieszki
- 2003−2012: Na Wspólnej − listonosz
- 2004−2013: Pierwsza miłość − pracownik "FinalBanku"
- 2004: Ono − uczestnik wesela
- 2005: Zakręcone − ważniak (odc. 11)
- 2005: Tak miało być − Kacper, pracownik stacji benzynowej
- 2005: Lawstorant − Lutek
- 2007: Halo Hans! − listonosz Józek (odc. 5)
- 2008: Pitbull − lekarz (odc. 24)
- 2008: M jak miłość − ksiądz (odc. 592)
- 2009: Popiełuszko. Wolność jest w nas − agent SB
- 2010: Na dobre i na złe − Jerzy, urzędnik NFZ (odc. 401 i 406)
- 2013: Prawo Agaty − policjant (odc. 52)
- 2014: Lekarze (odc. 52)
- 2017: Ojciec Mateusz (odc. 227) - lekarz

## Dubbing
- 2004: Władca pierścionka − Pupsi
- 2008: Mściciele przyszłości
- 2010: Hulk na obcej planecie